# یکدست‌سازی

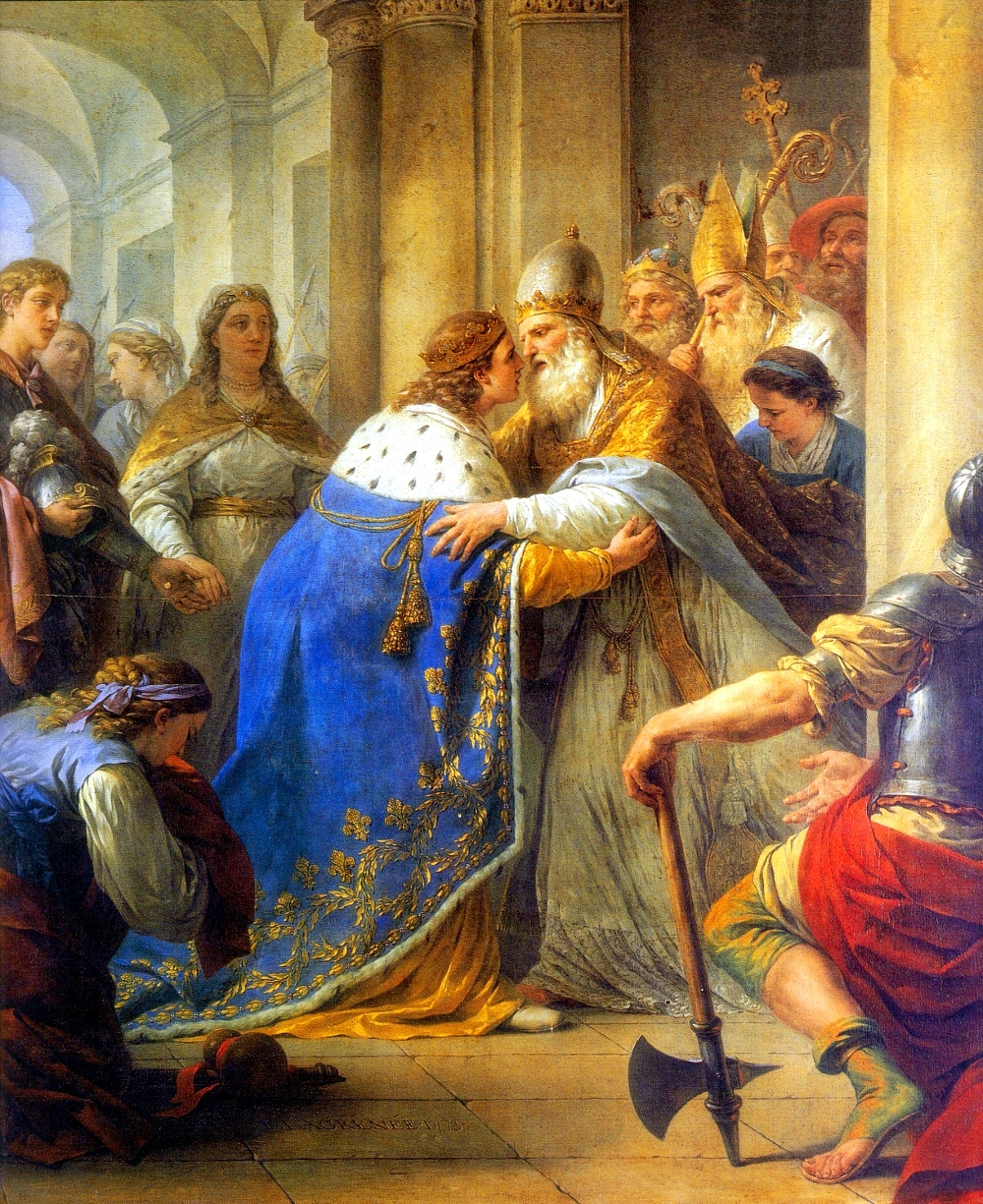
مصاحبه سنت لوئیس، پادشاه فرانسه، و پاپ اینوسنت چهارم

یکدست‌سازی یا تصفیه یا انتگرالیسم (به انگلیسی: Integralism) سیاسی، به تلاش برای نیل به مجموعه‌ای یکدست و یکصدا در جامعه تحت مدیریّت، به معنای یگانگی در انتخاب‌ها، برآوردها، تصمیمات و راهبردهای سیاسی، در گام نخست و در صورت امکان از طریق رایزنی، آشتی یا توافق و در غیر آن صورت از طریق اعمال فشار، سلب مشروعیّت یا در نهایت "حذف" چندصدایی سیاسی جامعه گفته می‌شود. از مشهورترین نمونه‌های آن می‌توان به تصفیه کبیر در شوروی اشاره نمود.